# CLNS

Model OSI RM

El servei de xarxa en mode sense connexió (CLNS) o simplement el servei de xarxa sense connexió és un servei de datagrames de la capa de xarxa OSI que no requereix que s'estableixi un circuit abans de transmetre les dades i encamina els missatges a les seves destinacions independentment de qualsevol altre missatge. Com a tal, és un "millor esforç" més que un servei de lliurament "fiable". CLNS no és un servei d'Internet, però proporciona capacitats en un entorn de xarxa OSI similars a les que ofereix la suite de protocols d'Internet. El servei s'especifica a ISO/IEC 8348, la definició del servei de xarxa OSI (que també defineix el servei orientat a la connexió, CONS).

## Protocol de xarxa en mode sense connexió
El protocol de xarxa en mode sense connexió (CLNP) és un desplegament de protocol OSI. CLNS és el servei que ofereix el protocol de xarxa en mode sense connexió (CLNP). CLNP s'utilitza àmpliament en moltes xarxes de telecomunicacions d'arreu del món perquè IS-IS (un protocol d'encaminament OSI) està obligat per la ITU-T com a protocol per a la gestió dels elements de la jerarquia digital síncrona (SDH). Des de l'agost de 1990 fins a l'abril de 1995, la columna vertebral NSFNET va donar suport a CLNP a més de TCP/IP. Tanmateix, l'ús de CLNP es va mantenir baix en comparació amb TCP/IP.

## Protocol de transport Classe 4 (TP4) juntament amb CLNS
CLNS és utilitzat per ISO Transport Protocol Class 4 (TP4), un dels cinc protocols de capa de transport de la suite OSI. TP4 ofereix la recuperació d'errors, realitza la segmentació i el muntatge, i proporciona multiplexació i demultiplexació de fluxos de dades en un únic circuit virtual. TP4 seqüència les PDU i les retransmet o reinicia la connexió si no es reconeix un nombre excessiu. TP4 proporciona un servei de transport fiable i funciona amb un servei de xarxa orientat a connexió o sense connexió. TP4 és el més utilitzat de tots els protocols de transport OSI i és similar al protocol de control de transmissió (TCP) de la suite de protocols d'Internet.

## Protocols que proporcionen CLNS
Diversos protocols proporcionen el servei CLNS:
- Protocol de xarxa en mode sense connexió (CLNP), tal com s'especifica a la Recomanació ITU-T X.233.
- End System-to-Intermediate System (ES-IS), un protocol d'intercanvi d'encaminament per utilitzar-lo conjuntament amb el protocol per proporcionar el CLNS (ISO 9542).
- Intermediate System-to-Intermediate System (IS-IS), un protocol d'intercanvi d'encaminament intradomini utilitzat tant en entorns OSI com en Internet (ISO/IEC 10589 i RFC 1142).
- Interdomain Routing Protocol (IDRP), l'equivalent OSI de BGP.
- La part de control de connexió de senyalització (SCCP), tal com s'especifica a la Recomanació ITU-T Q.711 és un protocol del sistema de senyalització 7.